# Eduard Krützner
Eduard Krützner starší (* 16. dubna 1935 v Praze) je bývalý reprezentant a trenér ragby, byl prezidentem České rugbyové unie a zástupce České republiky v evropské ragbyové federaci FIRA-AER.

## Život
Pražský rodák s přezdívkou Medák se od mládí věnoval řadě sportů, tenisu, plavání, hokeji, volejbalu i basketbalu, kde se stal s klubem Orbis Praha mistrem ČR a startoval i v PMEZ. K ragby jej přivedli jeho spolupracovníci dva ragbisté Jan Kudrna a Miroslav Vondráček, který byl dříve basketbalovým reprezentantem. Zpočátku hrál oba sporty, v zimě basketbal a od jara do podzimu ragby. V té době trénoval pětkrát týdně a měl tak dobrou individuální techniku. V ragby již za půl roku hrál za Áčko Pragy, které v té době patřilo k nejlepším v republice. Ze sportů si pak vybral jen ragby, zejména pro výbornou partu, která měla skvělé výsledky v domácí soutěži i v PMEZ.

## Sportovní kariéra
V reprezentaci hrál Medák, jak mu přátelé a sportovci říkají, od roku 1959 až do roku 1972 a z toho 8 let byl jejím kapitánem. Československá reprezentace v té době startovala na ME v nejvyšší divizi, ve které byla pro ostatní týmy obávaným soupeřem. A tak se například v roce 1968 stalo, že Francouzi postavili proti Československu svůj nejsilnější tým, který ve stejném roce ve stejné sestavě vyhrál nejstarší světovou ragbyovou soutěž Pohár pěti národů.
K zajímavému setkání sportovních osobností kapitánů ragbyových reprezentačních celků došlo na ragbyovém hřišti v Říčanech u Prahy v roce 1971, kde hrálo Československo s Belgií. Tehdy proti domácímu týmu tam totiž hrál v belgickém roji i pozdější předseda Mezinárodního olympijského výboru Jacques Rogge.
Eduard Krützner se ještě jako aktivní hráč současně připravoval i na roli trenéra, ke které měl od roku 1971, kdy vystudoval trenérskou odbornost na Fakultě tělesné výchovy a sportu, i odpovídající vzdělání.
Uznání sklízel i na mezinárodním poli. Jako hráč v roce 1968 hrál za výběr Evropy proti Německu u příležitosti výročí německého ragby. V roce 1968, kdy hrálo Československo v Besanconu s Francií, obdržel nabídku od RC Grenoble a také od Olympique Besancon k práci trenéra a hráče ve Francii. Vzhledem k tomu, že Československý svaz tělesné výchovy uvolňoval hráče do ciziny až ve věku 35 let, jednání trvala až do roku 1971, kdy mu konečně bylo umožněno působit v zahraničí. Z nabídky si vybral tu skromnější od Olympique Besancon. S tímto týmem coby hrající trenér postoupil do 2. divize a hned následný rok do 1. divize. Přitom ve Francii absolvoval ještě povinný kurs trenérů I. divize Federace francouzského ragby. Při té příležitosti se seznámil s řadou špičkových světových hráčů a pozdějších trenérů. To Krütznerovi po návratu do Československa umožnilo vést na nejvyšší úrovni dvě desítky let stáže tuzemských trenérů, jistou dobu přednášet na Fakultě tělesné výchovy a sportu – specializaci ragby, ale také měl možnost najít uplatnění pro 27 českých předních hráčů ve Francii.
Po návratu z Francie Eduard Krützner senior úspěšně trénoval prvoligový tým mateřského klubu Pragy. V barvách Pragy Praha za svoji hráčskou a trenérskou kariéru tak celkem získal 11 mistrovských československých titulů.
V roce 1978 dokázal ve spolupráci s Comité Lyonnais zajistit účast československých kadetů na největším mezinárodním mládežnickém turnaji na světě, které pořádalo město Lyon. A tak se čeští ragbisté tohoto evropského turnaje zúčastnili celkem na 21. ročnících a to zajisté kladně poznamenalo sportovní růst řady pozdějších reprezentantů.
V roce 1979 se stal členem sportovní komise evropské ragbyové federace FIRA-AER. V roce 1990 byl nominován do skupiny expertů FIRA-AER, která měla za úkol provádět analýzy a návrhy na zkvalitnění trenérsko-metodické práce v jednotlivých uniích.
V roce 1990 se stal generálním sekretářem ČSRU a v letech 2003–2007 byl prezidentem České rugbyové unie. V roce 2002 byl zvolen do Exekutivy FIRA-AER, kde tuto funkci zastával až do roku 2009.
Od roku 1995 byl komisařem a delegátem FIRA-AER a tuto funkci vykonával až do roku 2020. Funkce delegáta není symbolická, ale vyžaduje přímou účast na mezistátních zápasech a podání o nich podrobné zprávy pro ústředí FIRA-AER.
V roce svého životního jubilea osmdesáti let si Medák, jak ragbyové legendě ragbisté říkají, udělal radost, když vydal vlastním nákladem sepsané vzpomínky Hrajte ragby. V knize je uvedeno i jeho vyznání ke hře se šišatým míčem. „Ragby není jenom sport, ale je to životní filozofie, která velmi kladně ovlivňuje život každého jednotlivce, který tento sport opravdových kamarádů poznal. Mám to štěstí, že jsem díky ragby poznal prakticky celý svět, ale hlavně získal tolik upřímných a věrných kamarádů na celé zeměkouli." píše se v publikaci. V této publikaci uvádí, jak ke jménu Medák přišel. „Zdědil jsem jej po otci. Edák = Medák, ale toto přízvisko se se mnou táhne už od mládí ve všech sportech, které jsem provozoval".
Eduard Krützner během svého působení v ragbyovém dění vychoval stovky hráčů, desítky reprezentantů a svým příkladem podobně jako jeho kolega z ragbyového klubu i z pracoviště Hygienické stanice hlavního města Prahy Jan Kudrna přivedl k ragby desítky dalších nadšenců a v mnoha případech následovníků.

## Ocenění a uznání
V roce 2016 Eduard Krützner starší vešel do Síně slávy Unie profesionálních trenérů, která působí při Českém olympijském výboru a každým rokem jmenuje nové zasloužilé členy. "Je to pro mne velmi milé ocenění a mám velkou radost z toho, do jaké společnosti úžasných českých sportovních osobností jsem se dostal. Zároveň je to i pocta pro sport, kterému jsem se po většinu svého života věnoval." řekla po vyhlášení ragbyová legenda, jemuž ragbisté říkají Medák.
Ve stejném roce převzal Eduard Krützner starší ještě Diplom za celoživotní postoj udělený Českým klubem fair play za rok 2015.
V roce 2017 rozhodnutím vedení České rugbyové unie vešel do Síně slávy českého ragby první ragbista, kterým byl Eduard Krützner starší.

## Zajímavosti
Není bez zajímavosti, že křestní jméno Eduard v rodině Krütznerových bylo zapsáno do rodného listu novorozence už u osmé generace. Ti poslední tři Eduard Krützner senior (*1935), Eduard Krützner mladší (*1962) a Eduard Krützner nejmladší (*2013) spojuje ještě i láska k ragby. Mladší Eduard syn ragbyové legendy (*1962) je trenérem a rovněž předseda Slovenské ragbyové federace a nejmladší vnuk legendy českého ragby Eduard (*2013) je hráč nejmladšího týmu U8 Pragy Praha.
Další členové rodiny vnučka Sandra nyní Králová byla kapitánka české ženské ragbyové reprezentace, další vnučka Adriána byla rovněž členkou českého reprezentačního ragbyového týmu žen a několikanásobného mistrovského týmu v ragby o sedmi hráčkách RK Petrovice a za žačky Petrovic hraje už i dcera Adriány pravnučka legendy Natalie. Zbývá ještě dodat, že s ragby má hodně společného syn ragbyové legendy Richard (*1969), který je ragbyovým trenérem a bývalým českým ragbyovým reprezentantem.